# Caldwell (Texas)
Caldwell város az USA Texas államában, Burleson megyében, melynek megyeszékhelye is. Lakosainak száma 3993 fő (2020. április 1.).

## Népesség
A település népességének változása:
| Lakosok száma | 301  | 4104 | 3993 |
|               | 1880 | 2010 | 2020 |